# Jacek Bąk
Jacek Bąk (uitspraak: [ˈjat͡sɛk ˈbɔŋk], ong. jatsek bonk) (Lublin, 24 maart 1973) is een voormalig Poolse profvoetballer.

## Clubcarrière
Bąk is  een voormalig verdediger die op zijn zestiende debuteerde in het eerste elftal van Motor Lublin. Zijn prestaties bleven niet onopgemerkt zodat hij in 1992 de overstap kon maken naar de Poolse topper Lech Poznań. In zijn eerste seizoen in Poznań mocht hij mee de Poolse landstitel vieren. Na drie seizoenen als titularis werd hij ook elders in Europa opgemerkt, zodat hij een transfer naar Olympique Lyon kon afdwingen.
Uiteindelijk zou hij in Lyon zeven seizoenen spelen. De laatste twee seizoenen aldaar werd hij echter meermaals aan de kant gehouden door hardnekkige blessures, waardoor hij vaker dan hem lief was op de bank verzeilde. Omdat hij dreigde uit beeld te geraken bij de Poolse bondscoach, stapte hij in de zomer van 2001 over naar RC Lens waar hij opnieuw aan spelen toekwam en zo alsnog deel uitmaakte van de Poolse selectie voor het Wereldkampioenschap voetbal 2002 in Zuid-Korea en Japan.
In de zomer van 2005 versierde Bąk een lucratieve transfer naar Al Rayyan Club in Qatar. Vanaf het seizoen 2007-2008 komt Bąk uit voor Austria Wien.
Na het seizoen 2007-08 besloot hij zijn voetbalschoenen aan de wilgen te hangen.

## Interlandcarrière
Bąk speelde zijn eerste interland op 1 februari 1993 tegen Cyprus onder bondscoach Andrzej Strejlau. Hij werd ook geselecteerd voor het WK voetbal 2002, waar hij als titularis de eerste match tegen Zuid-Korea mocht beginnen. Het noodlot sloeg toe voor Bąk, want na 50 minuten moest hij al met een polsblessure vervangen worden. Zijn toernooi was meteen voorbij.
Hij maakte ook deel uit van de selecties voor het WK voetbal 2006 en het EK voetbal 2008 en speelde tot en met 1 september 2009 96 interlands, waarin hij driemaal tot scoren kwam.
Na de EK-kwalificatiewedstrijd tegen België op 15 november 2006 beweerde hij dat er een poging tot omkoping was gedaan. Een onbekende zou hem telefonisch €10.000 geboden hebben om zijn ploeg de wedstrijd te laten verliezen. De Poolse bondscoach Leo Beenhakker deed het telefoontje af als het werk van een gek, maar de KBVB neemt de zaak hoog op en verzocht de UEFA een onderzoek in te stellen. Alles bleef echter zonder gevolg.
| Interlandoelpunten | Interlandoelpunten | Interlandoelpunten | Interlandoelpunten   | Interlandoelpunten | Interlandoelpunten | Interlandoelpunten | Interlandoelpunten |
| #                  | Datum              | Locatie            | Wedstrijd            | Goal(s)            | Score              | Uitslag            | Wedstrijd          |
| ------------------ | ------------------ | ------------------ | -------------------- | ------------------ | ------------------ | ------------------ | ------------------ |
| 1                  | 17/08/1994         | Radom              | Polen – Wit-Rusland  | 37'                | 1 – 0              | 1 – 1              | Oefenduel          |
| 2                  | 12/11/2003         | Warschau           | Polen – Italië       | 6'                 | 1 – 0              | 3 – 1              | Oefenduel          |
| 3                  | 24/03/2007         | Warschau           | Polen – Azerbeidzjan | 2'                 | 1 – 0              | 5 – 0              | EK-kwalificatie    |

## Statistieken

### Club
| seizoen                      | club                         | land                         | competitie    | duels | goals |
| ---------------------------- | ---------------------------- | ---------------------------- | ------------- | ----- | ----- |
| 1989-1990                    | Motor Lublin                 | Polen                        | III Liga      | 3     | 0     |
| 1990-1991                    | Motor Lublin                 | Polen                        | III Liga      | 11    | 0     |
| 1991-1992                    | Motor Lublin                 | Polen                        | III Liga      | 31    | 2     |
| 1992-1993                    | Lech Poznań                  | Polen                        | Ekstraklasa   | 28    | 0     |
| 1993-1994                    | Lech Poznań                  | Polen                        | Ekstraklasa   | 29    | 1     |
| 1994-1995                    | Lech Poznań                  | Polen                        | Ekstraklasa   | 27    | 1     |
| 1995-1996                    | Olympique Lyon               | Frankrijk                    | Ligue 1       | 13    | 0     |
| 1996-1997                    | Olympique Lyon               | Frankrijk                    | Ligue 1       | 33    | 0     |
| 1997-1998                    | Olympique Lyon               | Frankrijk                    | Ligue 1       | 19    | 0     |
| 1998-1999                    | Olympique Lyon               | Frankrijk                    | Ligue 1       | 25    | 2     |
| 1999-2000                    | Olympique Lyon               | Frankrijk                    | Ligue 1       | 18    | 1     |
| 2000-2001                    | Olympique Lyon               | Frankrijk                    | Ligue 1       | 5     | 0     |
| 2001-2002                    | Olympique Lyon               | Frankrijk                    | Ligue 1       | 1     | 1     |
| 2001-2002                    | RC Lens                      | Frankrijk                    | Ligue 1       | 13    | 1     |
| 2002-2003                    | RC Lens                      | Frankrijk                    | Ligue 1       | 25    | 0     |
| 2003-2004                    | RC Lens                      | Frankrijk                    | Ligue 1       | 26    | 0     |
| 2004-2005                    | RC Lens                      | Frankrijk                    | Ligue 1       | 20    | 1     |
| 2005-2006                    | Al Rayyan Club               | Qatar                        | Qatari League | 26    | 0     |
| 2006-2007                    | Al Rayyan Club               | Qatar                        | Qatari League | 0     | 0     |
| 2007-2008                    | Austria Wien                 | Oostenrijk                   | Bundesliga    | 26    | 3     |
| 2008-2009                    | Austria Wien                 | Oostenrijk                   | Bundesliga    | 31    | 2     |
| 2009-2010                    | Austria Wien                 | Oostenrijk                   | Bundesliga    | 23    | 2     |
| Bijgewerkt tot 17 maart 2011 | Bijgewerkt tot 17 maart 2011 | Bijgewerkt tot 17 maart 2011 | Totaal        |       |       |

### Interlands
| WK-statistieken         | Club           | Positie    | W |   |   | Goal | A |   |   |   |
| ----------------------- | -------------- | ---------- | - | - | - | ---- | - | - | - | - |
| WK voetbal 2002 - Polen | RC Lens        | Verdediger | 1 | 0 | 1 | 0    | 0 | 0 | 0 | 0 |
| WK voetbal 2006 - Polen | Al Rayyan Club | Verdediger | 3 | 0 | 0 | 0    | 0 | 1 | 0 | 0 |
| EK voetbal 2008 - Polen | Austria Wien   | Verdediger | 2 | 0 | 0 | 0    | 0 | 1 | 0 | 0 |

## Erelijst
Lech Poznań
- Pools landskampioen

1993
 Al Rayyan Club
- Qatarees bekerwinnaar

2006
 Austria Wien
- Oostenrijks bekerwinnaar

2009